# Lola Montès
Lola Montès is een Frans-Duitse dramafilm uit 1955 onder regie van Max Ophüls. Het scenario is gebaseerd op de gelijknamige roman van de Franse auteur Cécil Saint-Laurent.

## Verhaal
Lola Montez wil voorkomen dat ze aan een bankier wordt uitgehuwelijkt. Ze trouwt daarom met de minnaar van haar moeder. Vervolgens wordt ze een beroemde danseres. Ze wordt de minnares van koning Lodewijk I van Beieren en veroorzaakt aldus een schandaal in het koninkrijk. Uiteindelijk eindigt ze als een circusattractie.

## Rolverdeling
| Acteur          | Personage               |
| --------------- | ----------------------- |
| Martine Carol   | Lola Montez             |
| Peter Ustinov   | Stalmeester             |
| Anton Walbrook  | Lodewijk I van Beieren  |
| Henri Guisol    | Maurice                 |
| Lise Delamare   | Mevrouw Craigie         |
| Paulette Dubost | Josephine               |
| Oskar Werner    | Student                 |
| Jean Galland    | Kabinetschef            |
| Will Quadflieg  | Franz Liszt             |
| Héléna Manson   | Zus van luitenant James |
| Germaine Delbat | Hofmeesteres            |
| Carl Esmond     | Arts                    |
| Jacques Fayet   | Hofmeester              |
| Friedrich Domin | Circusdirecteur         |
| Werner Finck    | Wisböck                 |

## Ontvangst
François Truffaut loofde de film in de Cahiers du Cinéma als een Franse versie van Citizen Kane.